# Palazzo Pretorio (Figline Valdarno)
Il Palazzo Pretorio si trova in piazza Bianchi a Figline Valdarno, in provincia di Firenze.

## Storia e descrizione
Si tratta di una costruzione risalente, nelle sue parti originarie, al XIV secolo ed in seguito ristrutturata e restaurata tra il 1923 e il 1931 dall'architetto Enzo Cerpi.

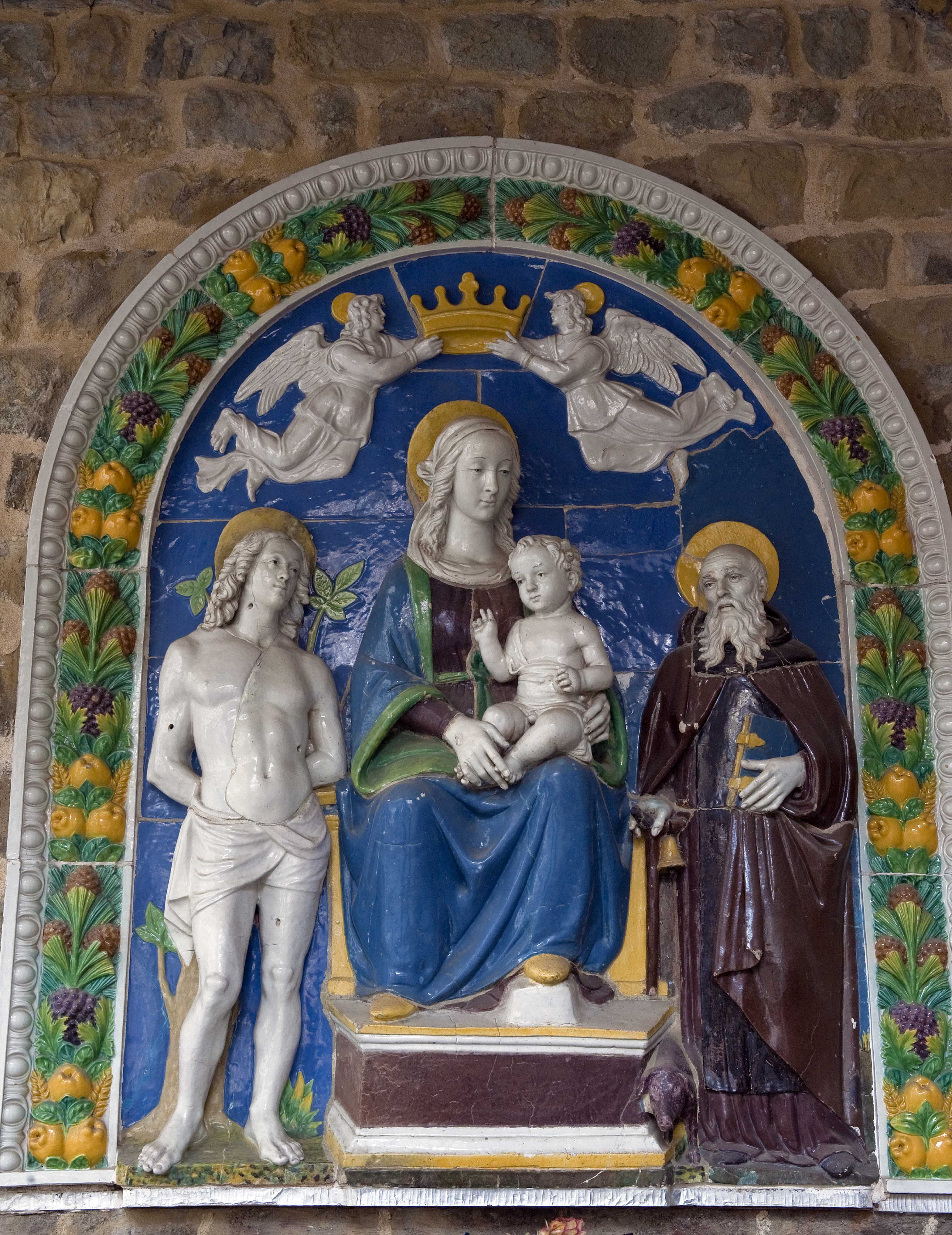
Madonna col Bambino tra i Santi Sebastiano e Antonio Abate, Benedetto Buglioni

All'esterno, sulle facciate, il palazzo presenta vari stemmi dei Podestà succedutisi nel corso dei secoli. All'interno è conservato un quadro raffigurante Alessandro de' Medici che rapisce una monaca, opera di Egisto Sarri.

## Torre campanaria
La torre merlata, probabilmente a causa dal cedimento del terreno di fondazione, pende vistosamente. Verso la fine degli anni 80' fu effettuato un intervento di restauro diretto da Francesco Gurrieri, per il consolidamento statico. .
Ai piedi della Torre vi è una cappella di Piazza dedicata ai caduti di tutte le guerre, al cui interno fa bella mostra di sé una terracotta invetriata raffigurante la Madonna col Bambino tra i Santi Sebastiano e Antonio Abate, attribuita a Benedetto Buglioni.

### La campana
In origine sulla sommità della torre merlata ed oggi posta nell'androne del palazzo è una campana risalente al 1384 su cui è incisa un'iscrizione che celebra la sconfitta della parte Ghibellina; la campana è un bottino di guerra ed originariamente era collocata nel Castello di Susinana, in Romagna, fu concessa nel 1387 a Figline. L'iscrizione così recita 
(per l'eterna distruzione e morte di tutte le parti ghibelline)
Nel XIX secolo il palazzo fu completamente trasformato per diventare un carcere. Vennero rimpicciolite tutte le finestre e venne smantellata tutta la merlatura guelfa.